# Ministerium für Digitalisierung
Das polnische Ministerium für Digitalisierung (polnisch Ministerstwo Cyfryzacji)  war Nachfolger des im November 2011 gegründeten Ministeriums für Verwaltung und Digitalisierung, das aus der Zusammenlegung des Ministeriums für Infrastruktur und des Ministeriums für Inneres (Inneres und Verwaltung) hervorgegangen war.
Das Ministerium war mit Angelegenheiten der Verwaltung des Internets sowie Telekommunikation betraut. Das Ministerium übte Aufsicht über die Behörde für elektronische Kommunikation (Urząd Komunikacji Elektronicznej) aus. Bis zum 19. November 2015 lag die Aufsicht über die oberste Behörde für Geodäsie (Główny Geodeta Kraju) im Kompetenzbereich des Ministeriums.
Die Behördenleitung hatte zuletzt Marek Zagórski inne. Am 6. April 2023 gab Staatspräsident Duda die Absicht zur Wiedererrichtung eines Digitalisierungs-Ministeriums bekannt.

## Minister
| #                                                 | Bild                                          | Name (Partei)          | Amtsantritt        | Amtsaustritt       | Amtszeit    | Regierung        |
| ------------------------------------------------- | --------------------------------------------- | ---------------------- | ------------------ | ------------------ | ----------- | ---------------- |
| Ministerium für Wissenschaft und Informatisierung |                                               |                        |                    |                    |             |                  |
| 1.                                                |                                               | Michał Kleiber         | 2. Mai 2004        | 31. Oktober 2005   | 547 Tage    | Kabinett Belka I |
| 1.                                                | Kabinett Belka II                             | Michał Kleiber         | 2. Mai 2004        | 31. Oktober 2005   | 547 Tage    |                  |
| Ministerium für Verwaltung und Digitalisierung    |                                               |                        |                    |                    |             |                  |
| 2.                                                |                                               | Michał Boni            | 18. November 2011  | 27. November 2013  | 740 Tage    | Kabinett Tusk II |
| 3.                                                |                                               | Rafał Trzaskowski (PO) | 3. Dezember 2013   | 22. September 2014 | 293 Tage    | Kabinett Tusk II |
| 4.                                                |                                               | Andrzej Halicki (PO)   | 22. September 2014 | 16. November 2015  | 420 Tage    | Kabinett Kopacz  |
| Ministerium für Digitalisierung                   |                                               |                        |                    |                    |             |                  |
| 5.                                                |                                               | Anna Streżyńska        | 16. November 2015  | 9. Januar 2018     | 785 Tage    | Kabinett Szydło  |
| 5.                                                | Kabinett Morawiecki I, Kabinett Morawiecki II | Anna Streżyńska        | 16. November 2015  | 9. Januar 2018     | 785 Tage    |                  |
| 6.                                                |                                               | Marek Zagórski (PiS)   | 9. Januar 2018 a   | 6. Oktober 2020    | 1001 Tage ' |                  |